# Penn Central Transportation Company
Le Penn Central Transportation Company (sigle de l'AAR: PC), couramment appelé Penn Central, était une compagnie de chemin de fer des États-Unis qui opéra de 1968 à 1976. Il fut créé le 1er février 1968 par la fusion du Pennsylvania Railroad et du New York Central Railroad. Le New York, New Haven and Hartford Railroad lui fut ajouté le 1er janvier 1969 sur l'insistance de l'Interstate Commerce Commission (ICC). Son quartier général se trouvait à Philadelphie. Il fut intégré à Conrail en 1976, puis racheté par le Norfolk Southern Railway en 1998.

## Les raisons de la fusion
Le Penn Central fut créé en réponse aux défis rencontrés par le Pennsylvania Railroad, le New York Central Railroad, et le New York, New Haven and Hartford Railroad à la fin des années 1969. Le quart nord-est des États-Unis où se trouvaient ces 3 compagnies, était la région la plus peuplée du pays. Tandis que dans le reste de l'Amérique du Nord les compagnies tiraient une grosse partie de leurs revenus des transports de marchandises sur longue distance comme le papier et le minerai de fer, les chemins de fer du nord-est quant à eux dépendaient de services hétérogènes, incluant:
- le service de banlieue
- le service voyageur
- le service marchandise (Railway Express Agency)
- le service de marchandises volumineuses par wagon fourgon (boxcar).

Ces services intensifs sur courtes distances, étaient tous affectés par les autoroutes à 4 voies. En 1956, le Congrès des États-Unis  vota le Federal-Aid Highway Act, qui fut signé par le président Dwight D. Eisenhower.
Un autre problème significatif venait de l'incapacité du Pennsylvania et du New York Central à s'adapter aux conditions du marché. L'activité des chemins de fer était sévèrement régulée par l'Interstate Commerce Commission (ICC) qui était incapable de modifier les règles régissant les marchandises et les voyageurs. Ainsi, la réduction des coûts était la seule alternative pour devenir plus profitable. Mais la régulation gouvernementale et les accords syndicaux limitaient de telles initiatives. La fusion semblait être la meilleure porte de sortie.

## La fusion

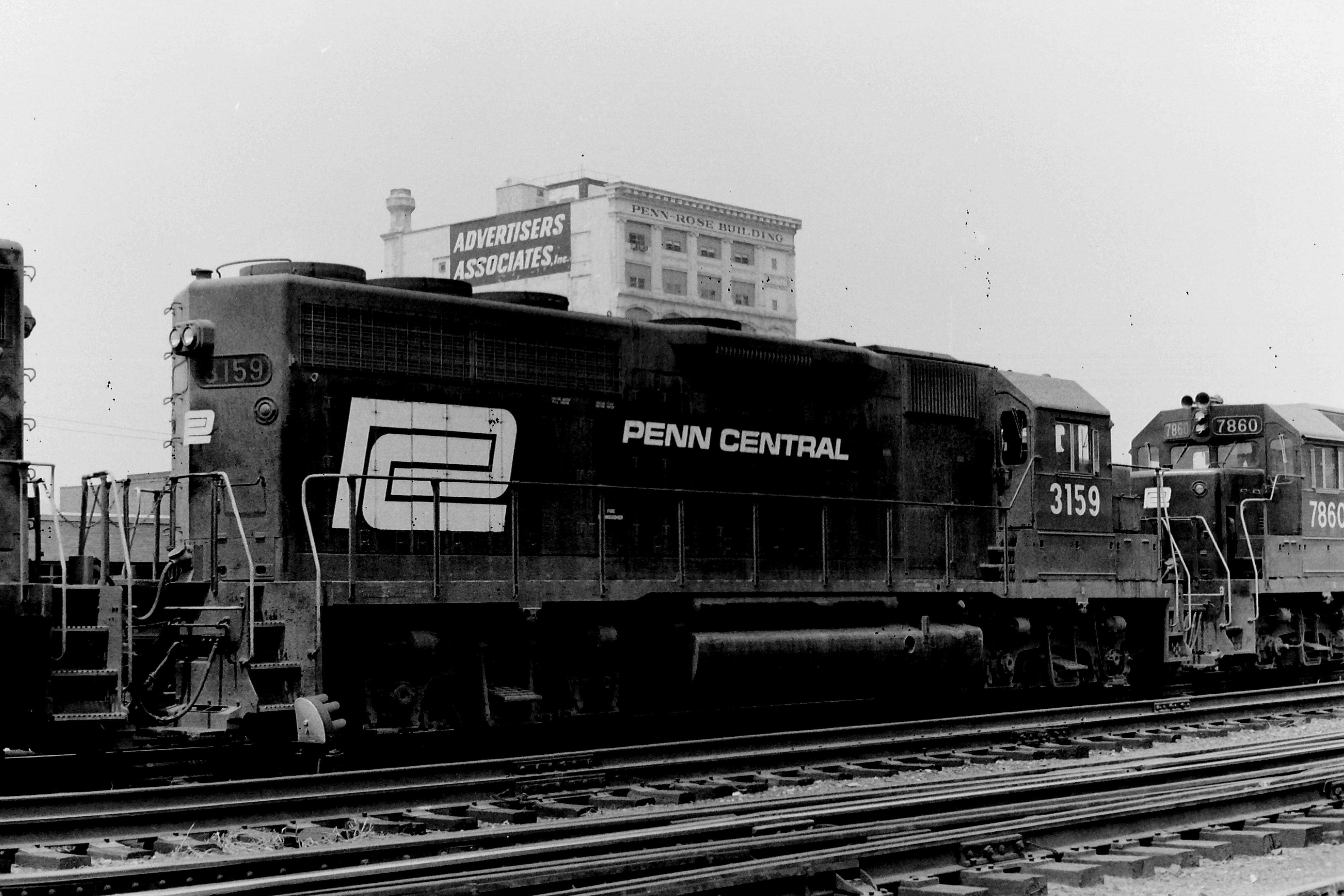
Locomotive EMD GP40 du Penn Central, 1970

Le Penn Central Transportation Company, communément appelé Penn Central, naquit de la fusion du Pennsylvania Railroad et du New York Central Railroad le 1er février 1968. À la suite de l'insistance de l'Interstate Commerce Commission (ICC), le Penn Central (PC), intégra également le New York, New Haven and Hartford Railroad, le 1er janvier 1969. Un plan visant à améliorer la fusion fut élaboré, mais ne put atteindre son but. Les efforts visant à intégrer les exploitations, le personnel et les équipements ne furent pas couronnés de succès, à cause des cultures d'entreprises différentes, des incompatibilités des systèmes informatiques, et des accords syndicaux spécifiques. La détérioration des voies (héritées des anciennes compagnies) obligea les trains à réduire leurs vitesses. Il en résulta des retards dans les acheminements, ce qui obligea le personnel à faire des heures supplémentaires. La conséquence fut une augmentation des coûts d'exploitation. Déraillements et accidents devinrent fréquents surtout dans le Midwest.

Le Penn Central créa une holding, la Penn Central Company, afin de diversifier le PC dans l'immobilier et autres activités non ferroviaires; mais dans une période économique ralentie, cette activité était à peine plus performante que la branche ferroviaire. De plus ces nouvelles filiales dispersaient l'attention des dirigeants des problèmes de son activité principale. Pour aggraver les choses, la direction insista pour payer des dividendes aux actionnaires pour créer l'illusion d'une réussite. La compagnie dut emprunter de plus en plus pour rester opérationnelle. Les intérêts des emprunts constituèrent un fardeau financier insupportable.

## La banqueroute et la fusion de Conrail
Le système financier américain fut sérieusement secoué, lorsque le Penn Central se déclara en banqueroute le 21 juin 1970, après seulement 2 ans d'exercice. Ce fut à l'époque la plus grosse banqueroute de l'histoire des États-Unis. Cette banqueroute marqua l'arrêt final du service voyageur privé sur longue distance dans le pays. L'abandon de la plupart de ses services voyageurs provoqua des réactions en chaines auprès des autres compagnies. Le gouvernement fédéral créa l'Amtrak en 1971, lequel commença à exploiter un service minimum sur les lignes du PC et d'autres compagnies américaines.
Placé sous la protection judiciaire des banqueroutes, le PC continua à exploiter son service marchandise. Après l'échec des efforts d'une réorganisation par le secteur privé, le Congrès nationalisa le PC grâce au Railroad Revitalization and Regulatory Reform Act en 1976. Cette loi réunissait 6 compagnies du nord-est, le PC ainsi que 5 autres petits chemins de fer, dans le Consolidated Rail Corporation (Conrail). La loi fut effective le 1er avril 1976.
Face à la perte continue de part de marché au profit du transport routier, l'industrie ferroviaire et ses syndicats furent contraints de demander une dérégulation. La Staggers Act, loi de dérégulation votée en 1980, se révéla être un facteur clé dans la résurrection du vieux Penn Central et de Conrail.
La dérégulation du Conrail lui permit de mettre en œuvre une réorganisation de son réseau et une amélioration de sa productivité, choses que le Penn Central fut incapable de réaliser entre 1968 et 1970. De nombreux km de voies de l'ancien Pennsylvania Railroad et du New York Central Railroad
furent abandonnés. Un Conrail profitable fut renfloué à Wall Street en 1987, et opéra comme une compagnie privée indépendante entre 1987 et 1999.

## Le démantèlement de Conrail
En 1999, CSX Transportation et le Norfolk Southern Railway rachetèrent conjointement Conrail, et se partagèrent son réseau et son capital. Ainsi le marquage des locomotives, wagons et autres équipements réutilisa les initiales NYC (portion rachetée par le CSX), et PRR (pour le NS). La petite portion de voies de Conrail restant conjointement aux mains de CSX et de NS, adopta le nom de "Conrail Shared Assets".

## L'histoire du statut de la compagnie
La Pennsylvania New York Central Transportation Company fut fondée le 1er février 1968, à la suite de l'absorption du New York Central Railroad par le Pennsylvania Railroad. Le nom de Penn Central fut déposé, et le 8 mai, la compagnie fut officiellement rebaptisée Penn Central Company. La Penn Central Transportation Company fut enregistrée le 1er avril 1969, et ses actions furent transférées à la nouvelle Penn Central Holding Company. Le 1er octobre, la  Penn Central Transportation Company fusionna dans la Penn Central Company. Le jour suivant, la Penn Central Company fut rebaptisée la Penn Central Transportation Company, et la Penn Central Holding Company devint la Penn Central Company.
L'ancienne Pennsylvania Company, une compagnie holding créée en 1870 et reconstituée en 1958, continua d'exister malgré les fusions.
Tandis que la Penn Central Transportation Company fusionna dans Conrail en 1976, la compagnie holding Penn Central Company continua d'exister comme firme autonome. Dans les années 1970 et 1980, le nouveau Penn Central était un conglomérat largement constitué par diverses sociétés acquises par l'ancien Penn Central avant la faillite. Lorsque Conrail fut créé en 1976, La Penn Central Holding Company possédait le Madison Square Garden (situé au-dessus de Penn Station), et ses principaux locataires : l'équipe de baseball des New York Knickerbockers, et l'équipe de hockey des New York Rangers.

Le nouveau Penn Central qui possédait toujours des droits de passages et des gares, décida de liquider ses avoirs pour renforcer une de ses filiales dans les assurances. L'ancien Penn Central Corporation adopta le nom d'American Premier Underwriters en mars 1994. Il rejoignit l'empire financier de Carl Lindner et de son American Financial Group situé à Cincinnati. Le 6 décembre 2006, le United States Department of Transportation approuva le transfert de 251 km de voies, constituées par la Harlem-Hudson Line et par celles de la gare de Grand Central Terminal de New York City, au groupe financier Midtown TDR Ventures LLC.
Bien que les filiales d' American Financial Group (AFG), aient quitté le monde ferroviaire depuis de nombreuses années, AFG reste toujours propriétaire en 2006 de Grand Central Terminal. Le New York Metropolitan Transportation Authority est actuellement le locataire de cette gare. Il est spécifié que la location au MTA sera renégociée le 28 février 2274.
Le New York Post en date du 6 juillet 2007, rapporta que le groupe Midtown TDR était maintenant contrôlé par Penson and Venture. Le New York Post nota que le MTA, qui devrait payer 2,24 millions de dollars de location en 2007, aurait une première option d'achat sur la gare et ses voies en 2017, laquelle serait à nouveau proposée 15 ans plus tard en 2032.
La rentabilité de la gare est limitée. Sa destruction pour un nouveau développement est actuellement impossible, puisqu'une loi de préservation des monuments historiques la protège.

## Traduction
- (en) Cet article est partiellement ou en totalité issu de l’article de Wikipédia en anglais intitulé « Penn Central Transportation Company » (voir la liste des auteurs).